# مارک دوتی
مارک دوتی (انگلیسی: Mark Doty؛ زادهٔ ۱۰ اوت ۱۹۵۳) یک شاعر اهل ایالات متحده آمریکا است.
وی همچنین برنده جوایزی همچون کمک‌هزینه گوگنهایم و جایزه کتاب ملی برای شعر شده است.